# Lubomír Kolář
Lubomír Kolář (nacido el 4 de febrero de 1929 en Checoslovaquia) es un exjugador checo de baloncesto. Consiguió 2 medallas en competiciones internacionales con Checoslovaquia.